# Udo Kölsch

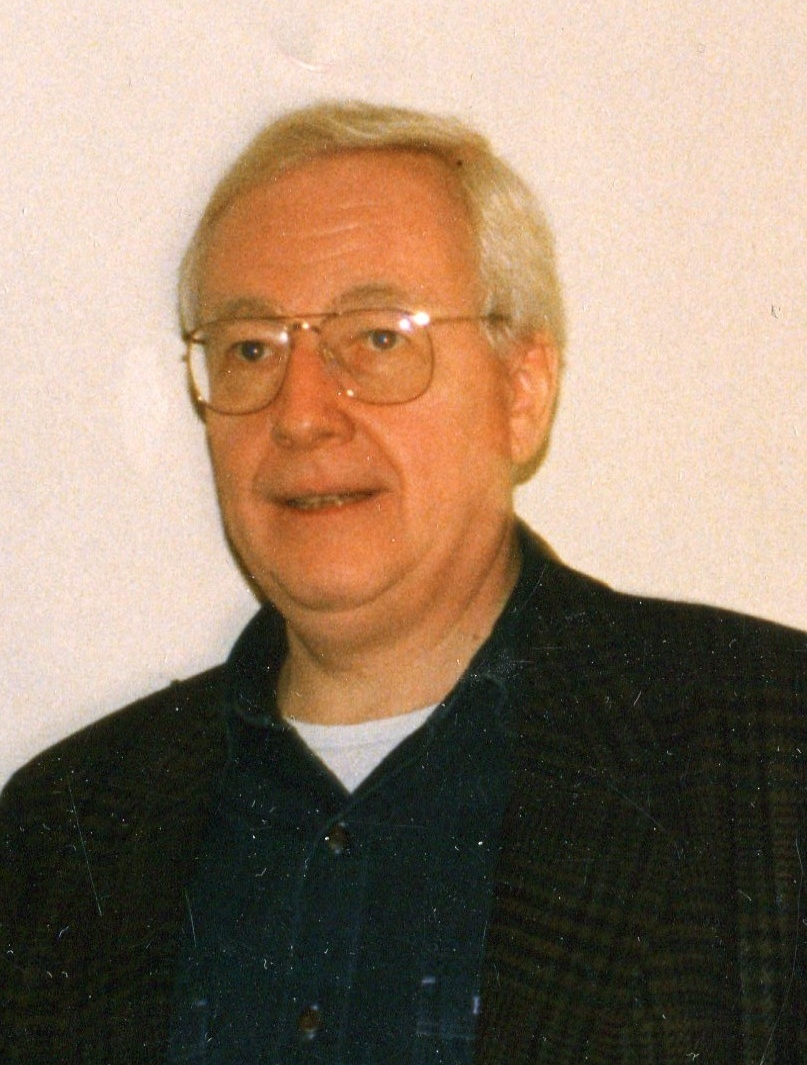
Udo Kölsch um 1990

Udo Kölsch (* 27. September 1936 in Wuppertal; †  2. Februar 2019) war ein deutscher Hörfunkjournalist.

## Leben
Nach einem Studium der Volkswirtschaft in Münster, das er mit dem Diplom abschloss, ging Kölsch für den NDR als Korrespondent nach Bonn, Saigon und Brüssel. Ab 1969 verantwortete er als Ressortchef Wirtschafts- und Sozialpolitik in Hamburg die Wirtschaftsberichterstattung im Radio. 1992 wurde er Vorsitzender des NDR-Gesamtpersonalrats, um ein Jahr später bis zu seiner Pensionierung 1999 das Korrespondentenbüro in Washington zu übernehmen.
An der Universität Hamburg gab er Seminare für Journalistik-Studenten und war noch bis 2018 auf NDR Info in der Rubrik Die Meinung zu hören und im Hamburger Abendblatt zu lesen.
Udo Kölsch ruht auf dem Friedhof Ohlsdorf in der halbanonymen Baumgräberanlage an der Mittelallee. 

## Schriften
- Geld : vom Tauschmittel zur Währung, Ehrlich-Verlag, Lübeck 1984.